# Kokane
Kokane, właśc. Jerry B. Long Jr. (ur. 10 marca 1969 w Nowym Jorku) – amerykański raper, autor tekstów oraz producent muzyczny znany z wyróżniającego się stylu wokalnego oraz gościnnych występów u innych artystów, jak między innymi w utworach albumu Tha Last Meal Snoop Dogga. Założyciel oraz dyrektor niezależnej wytwórni muzycznej Bud E Boy Entertainment.
Podczas swojej kariery muzycznej współpracował ze znanymi artystami i zespołami muzycznymi, takimi jak Above the Law, Bootsy Collins (Parliment), Busta Rhymes, Cypress Hill, Eazy-E, George Clinton, George Duke, Ice Cube, Jenni Revera, Larry Blackmon (Cameo), Mac Dre, N.W.A, P Diddy, Stanley Clark, Tha Eastsidaz, Tupac, czy Xzibit. Wziął także udział w projekcie polskiego rapera Gorzkiego pod hasłem "HIT Rappers", w którym pojawili się także : Snoop Dogg, PMD, Kurtis Blow i inni.

## Wczesne lata
Long Jr. urodził się 10 marca 1969 roku w Nowym Jorku jako syn Jerry’ego B. Long Sr., kompozytora w wytwórni Motown Records. Wraz z rodziną przeniósł się do miasta Pomona (Kalifornia), gdzie dorastał w otoczeniu pracy ojca. Pseudonim Kokane przyjął po nazwaniu go tak przez jego kuzyna Cold 187um, który jest członkiem zespołu muzycznego Above the Law.
Jego kariera muzyczna rozpoczęła się 1989 roku w wytwórni płytowej Ruthless Records, którą założył Eazy-E, gdzie miał swój krótki udział w albumach zespołów Above the Law oraz N.W.A.

## Kariera
Pierwszy album muzyczny Addictive Hip Hop Muzick Kokane wydał w 1991 roku w wytwórni Ruthless Records, w której wcześniej już miał już udział. Z powodu problemów prawnych związanych z przybraną nazwą Kokane, podczas wydawania albumu identyfikował się pod pseudonimem Who Am I?.
Po wydaniu drugiego albumu Funk Upon a Rhyme w 1994 roku, zmienił swój styl wokalny, wprowadzając do niego między innymi o wiele więcej śpiewu oraz upodobnienie do muzycznego charakterystycznego dla podgatunku g-funk. Obecną wytwórnię Ruthless Records postanowił opuścić krótko po śmierci rapera Eazy-E w 1995 roku. Cztery lata później, w 1999 roku wydał swój trzeci album, They Call Me Mr. Kane w Eureka Records.
Dzięki udziale w utworze typu posse cut, Some L.A. Niggaz Dr. Dre oraz nawiązaniu współpracy ze Snoop Doggiem i jego w tamtym czasie obecnym zespołem Tha Eastsidaz w 2001 roku (u którego wielokrotnie wystąpił gościnnie w debiutanckim albumie Duces ’n Trayz: The Old Fashioned Way oraz albumie Tha Last Meal Snoop Dogga), nawiązał współpracę z Doggy Style Records.
W późniejszym czasie podpisał kontrakt z Koch Records, tworząc tym samym zespół The Hood Mob wraz z raperami Cricet i Contraband i wydając album The Hood Mob w 2006 roku.
W 2010 roku założył wytwórnię muzyczną Bud E Boy Entertainment, której obecnie jest dyrektorem.

## Dyskografia

### Albumy studyjne
- Addictive Hip Hop Muzick (1991)
- Funk Upon a Rhyme (1994)
- They Call Me Mr. Kane (1999)
- Don't Bite the Funk Vol. 1 (2003)
- Mr. Kane, Pt. 2 (2005)
- Pain Killer'z (2005)
- Back 2 tha Clap (2006)
- Gimme All Mine (2010)
- The Legend Continues (2011)
- Shut da F Up & Cut da Checc (2014)
- Lady Kokane Presents: Kokane Love Songs (2015)
- King of GFunk (2016)
- Lady Kokane Presents: Kokane Love Songs Vol 2 (2017)
- It's Kokane Not Lemonhead (2017)
- Finger Roll (2019)

### Albumy wspólne
- Gangstarock (z: Gentry) (2002)
- The Hood Mob (The Hood Mob) (2006)
- Raine n Lane n Kokane (z: Raine n Lane) (2008)
- The New Frontier (z: Traffik) (2012)

### Kompilacje
- Kokane’s 24th Anniversary Album (2015)

### Mixtape’y
- On the Back Streets (autor: DJ Crazy Toones) (2010)
- Dr. Kokastien (autor: DJ King Assassin)

### Single
| Rok                                                                            | Utwór                                                                                                | Wykonawcy                                              | Album                                     |
| ------------------------------------------------------------------------------ | --- | ------------------------------------------------------ | ----------------------------------------- |
| 1991                                                                           | „Prelude”                                                                                            | N.W.A                                                  | Niggaz4Life                               |
| 1991                                                                           | „Playin' Your Game” (feat. Kokane)                                                                   | Above the Law                                          | Vocally Pimpin’                           |
| 1992                                                                           | „Neighborhood Sniper” (feat. Kokane & Cold 187um)                                                    | Eazy-E                                                 | 5150: Home 4 tha Sick                     |
| 1993                                                                           | „Game Wreck-Oniz-Iz Game” (feat. Kokane & Eazy-E)                                                    | Above the Law                                          | Black Mafia Life                          |
| 1993                                                                           | „Any Last Werdz” (feat. Kokane & Cold 187um)                                                         | Eazy-E                                                 | It’s On (Dr. Dre) 187um Killa             |
| 1994                                                                           | „Return of the Real Shit” (feat. Kokane)                                                             | Above the Law                                          | Uncle Sam’s Curse                         |
| 1994                                                                           | „Kalifornia” (feat. Kokane)                                                                          | Above the Law                                          | Uncle Sam’s Curse                         |
| 1994                                                                           | „Rain Be for Rain Bo” (feat. Kokane)                                                                 | Above the Law                                          | Uncle Sam’s Curse                         |
| 1994                                                                           | „Everything Will Be Alright" (feat. Kokane)                                                          | Above the Law                                          | Uncle Sam’s Curse                         |
| 1994                                                                           | „Who Ryde” (feat. Kokane & Tone Loc)                                                                 | Above the Law                                          | Uncle Sam’s Curse                         |
| 1994                                                                           | „Gangsta Madness” (feat. Kokane)                                                                     | Above the Law                                          | Uncle Sam’s Curse                         |
| 1995                                                                           | „Last Days” (feat. Kokane)                                                                           | Spice 1                                                | 1990-Sick                                 |
| 1995                                                                           | „Drama” (feat. Kokane & Above the Law)                                                               | Frost                                                  | Smile Now, Die Later                      |
| 1996                                                                           | „4 Tha E” (feat. Kokane)                                                                             | DJ Yella                                               | One Mo Nigga Ta Go                        |
| 1996                                                                           | „Opening Doors” (feat. Kokane)                                                                       | Mac Mall                                               | Untouchable                               |
| 1996                                                                           | „Nickel Slick Nigga” (Performed by Kokane)                                                           | Dr. Dre                                                | First Round Knock Out                     |
| 1996                                                                           | „Gorillapimpin'” (feat. Kokane & Enuff)                                                              | Above the Law                                          | Time Will Reveal                          |
| 1996                                                                           | „Circumstances” (feat. Kokane, Luniz, Cold 187um, Celly Cel & T-Pup)                                 | E-40                                                   | Tha Hall of Game                          |
| 1997                                                                           | „Recognize Game” (feat. Kokane, Ice-T & Too Short)                                                   | Spice 1                                                | The Black Bossalini                       |
| 1997                                                                           | „My Soul To Keep” (feat. Kokane)                                                                     | Brotha Lynch Hung                                      | Loaded                                    |
| 1998                                                                           | „Love Don't Love” (feat. Kokane)                                                                     | Jayo Felony                                            | Whatcha Gonna Do?                         |
| 1999                                                                           | „Big Figgas” (feat. Kokane, AK & 151)                                                                | C-Bo                                                   | The Final Chapter                         |
| 1999                                                                           | „Fast Money” (feat. Kokane, Warren G & Dutches)                                                      | Mac Dre                                                | Rapper Gone Bad                           |
| 1999                                                                           | „Some L.A. Niggaz” (feat. Kokane, Defari, Hittman, Xzibit, Knoc-turn’al, Time Bomb, King T & MC Ren) | Dr. Dre                                                | 2001                                      |
| 2000                                                                           | „Ghetto” (feat. Kokane, Kam & Nate Dogg)                                                             | Tha Eastsidaz                                          | Tha Eastsidaz                             |
| „Pimp or Die” (feat. Kokane & Techniec)                                        | Mack 10                                                                                              | The Paper Route                                        |                                           |
| „Concrete Jungle” (feat. Kokane, Goldie Loc, Tray Deee & Snoop Dogg)           | C-Murder                                                                                             | Trapped in Crime                                       |                                           |
| „Pimp Shit” (feat. Kokane)                                                     | Too Short                                                                                            | You Nasty                                              |                                           |
| „Shut Up” (feat. Kokane, Ice-T & Too Short)                                    | T.W.D.Y.                                                                                             | Lead the Way                                           |                                           |
| „Like a Jungle” (feat. Kokane & Young Mugzi)                                   | E-40                                                                                                 | Loyalty and Betrayal                                   |                                           |
| „Keep Your Head Up” (feat. Kokane)                                             | Doggy's Angels                                                                                       | Pleezbaleevit!                                         |                                           |
| „Hoodtraps” (feat. Kokane & Snoop Dogg)                                        | Doggy's Angels                                                                                       | Pleezbaleevit!                                         |                                           |
| „Put Your Hands Up” (feat. Kokane, Snoop Dogg, Soopafly, King Lou & Ruff Dogg) | Doggy's Angels                                                                                       | Pleezbaleevit!                                         |                                           |
| „Rimz & Tirez” (feat. Kokane, Defari & Goldie Loc)                             | Xzibit                                                                                               | Restless                                               |                                           |
| „Hennesey n Buddah” (feat. Kokane)                                             | Snoop Dogg                                                                                           | Tha Last Meal                                          |                                           |
| „True Lies” (feat. Kokane)                                                     | Snoop Dogg                                                                                           | Tha Last Meal                                          |                                           |
| „Wrong Idea” (feat. Kokane, Bad Azz & Lil’ ½ Dead)                             | Snoop Dogg                                                                                           | Tha Last Meal                                          |                                           |
| „Go Away” (feat. Kokane)                                                       | Snoop Dogg                                                                                           | Tha Last Meal                                          |                                           |
| „Bring It On” (feat. Kokane & Suga Free)                                       | Snoop Dogg                                                                                           | Tha Last Meal                                          |                                           |
| „Y'all Gone Miss Me” (feat. Kokane)                                            | Snoop Dogg                                                                                           | Tha Last Meal                                          |                                           |
| 2001                                                                           | „Dollaz, Drank & Dank” (feat. Kokane)                                                                | Mr. Short Khop                                         | Da Khop Shop                              |
| 2001                                                                           | „Es Mi Casa” (feat. Kokane)                                                                          | Mr. Short Khop                                         | Da Khop Shop                              |
| 2001                                                                           | „So Ignorant” (feat. Kokane, Kurupt & Nate Dogg)                                                     | Yukmouth                                               | Thug Lord: The New Testament              |
| 2001                                                                           | „Lonely” (feat. Kokane, Mark Curry & Kain)                                                           | P. Diddy & The Bad Boy Family                          | The Saga Continues...                     |
| 2001                                                                           | „When You See Me” (feat. Kokane & RBX)                                                               | Bad Azz                                                | Personal Business                         |
| 2001                                                                           | „Dogghouse Ridaz” (feat. Kokane, Suga Free, Goldie Loc & Snoop Dogg)                                 | Bad Azz                                                | Personal Business                         |
| 2001                                                                           | „Wrong Idea” (feat. Kokane, Snoop Dogg & Lil’ ½ Dead)                                                | Bad Azz                                                | Personal Business                         |
| 2001                                                                           | „Friends” (feat. Kokane)                                                                             | Tha Eastsidaz                                          | Duces ’n Trayz: The Old Fashioned Way     |
| 2001                                                                           | „I Pledge Allegiance” (feat. Kokane & Soopafly)                                                      | Tha Eastsidaz                                          | Duces ’n Trayz: The Old Fashioned Way     |
| 2001                                                                           | „Now Is the Time” (feat. Kokane)                                                                     | Tha Eastsidaz                                          | Duces ’n Trayz: The Old Fashioned Way     |
| 2001                                                                           | „Connected” (feat. Kokane & Mobb Deep)                                                               | Tha Eastsidaz                                          | Duces ’n Trayz: The Old Fashioned Way     |
| 2001                                                                           | „Sticky Fingers” (feat. Kokane & Rick Rock)                                                          | Tha Eastsidaz                                          | Duces ’n Trayz: The Old Fashioned Way     |
| 2001                                                                           | „Late Night” (feat. Kokane)                                                                          | Tha Eastsidaz                                          | Duces ’n Trayz: The Old Fashioned Way     |
| 2001                                                                           | „Everywhere I Go” (feat. Kokane)                                                                     | Tha Eastsidaz                                          | Duces ’n Trayz: The Old Fashioned Way     |
| 2001                                                                           | „Ass on Your Shoulders” (feat. Kokane)                                                               | Busta Rhymes                                           | Genesis                                   |
| 2001                                                                           | „L.I.F.E.” (feat. Kokane)                                                                            | Cypress Hill                                           | Stoned Raiders                            |
| 2001                                                                           | „G-funk Is Here 2 Stay” (feat. Kokane & Mista Grimm)                                                 | Warren G                                               | The Return of the Regulator               |
| 2001                                                                           | „Back It Up” (feat. Kokane)                                                                          | Ras Kass                                               | Van Gogh (niewydany)                      |
| 2001                                                                           | „Root$ Of Evil” (feat. Kokane)                                                                       | Ras Kass                                               | Van Gogh (niewydany)                      |
| 2002                                                                           | „Cowboy” (feat. Kokane)                                                                              | C-Bo                                                   | Life as a Rider                           |
| 2002                                                                           | „Thuggin'” (feat. Kokane & Tray Deee)                                                                | Spice 1                                                | Spiceberg Slim                            |
| 2002                                                                           | „7 Much” (feat. Kokane)                                                                              | E-40                                                   | Grit & Grind                              |
| 2002                                                                           | „Clap Yo Handz” (IV Life Family & Kokane)                                                            | Tray Deee                                              | The General's List                        |
| 2002                                                                           | „Bellin'” (feat. Kokane)                                                                             | WC                                                     | Ghetto Heisman                            |
| 2002                                                                           | „Paper'd Up” (feat. Kokane & Traci Nelson)                                                           | Snoop Dogg                                             | Paid tha Cost to Be da Boss               |
| 2003                                                                           | „So What” (feat. Kokane, Masta Ace & Pretty Ugly)                                                    | Prince Paul                                            | Politics of the Business                  |
| 2003                                                                           | „Get Ready” (feat. Kokane)                                                                           | Roscoe                                                 | Young Roscoe Philaphornia                 |
| 2003                                                                           | „Take Yo Fade” (feat. Kokane, Crooked I and Eastwood)                                                | Boo-Yaa T.R.I.B.E.                                     | West Koasta Nostra                        |
| 2004                                                                           | „High Heels” (feat. Kokane)                                                                          | Suga Free                                              | The New Testament (The Truth)             |
| 2004                                                                           | „Gutta” (feat. Kokane & KMG)                                                                         | Cold 187um                                             | Live from the Ghetto                      |
| 2004                                                                           | „Make You Wanna” (feat. Kokane, Warren G & Johnny Chronic)                                           | Goldie Loc                                             | Still Eastsidin'                          |
| 2004                                                                           | „Gangsta Groove” (feat. Kokane)                                                                      | Goldie Loc                                             | Still Eastsidin'                          |
| 2004                                                                           | „Nite Locs” (feat. Kokane & Snoop Dogg)                                                              | Goldie Loc                                             | Still Eastsidin'                          |
| 2004                                                                           | „Can't Help It” (feat. Kokane, Mr. Short Khop & Tray Deee)                                           | Goldie Loc                                             | Still Eastsidin'                          |
| 2005                                                                           | „Gangstas Keep Bumpin They Head'” (feat. Kokane & Lebo)                                              | Goldie Loc                                             | Loc'd Out                                 |
| 2005                                                                           | „I'm So High” (feat. Kokane)                                                                         | Tony Yayo                                              | Thoughts of a Predicate Felon             |
| 2006                                                                           | „Suga Cane” (feat. Kokane)                                                                           | Suga Free                                              | Just Add Water                            |
| 2006                                                                           | „Spittin' Pollaseeds” (feat. Kokane & WC)                                                            | Ice Cube                                               | Laugh Now, Cry Later                      |
| 2006                                                                           | „I Betcha” (feat. Kokane & Prodigy)                                                                  | The Alchemist                                          | No Days Off                               |
| 2007                                                                           | „Haters” (feat. Kokane)                                                                              | Young Buck                                             | Buck the World                            |
| 2007                                                                           | „Last Words” (Bonus Track) (feat. Kokane)                                                            | Prodigy & The Alchemist                                | Return of the Mac                         |
| 2007                                                                           | „U Don't Know Who U Fuckin' Wit” (feat. Kokane)                                                      | Kurupt                                                 | Against tha Grain E.P.                    |
| 2007                                                                           | „Keep It Hood” (feat. Kokane)                                                                        | Goldie Loc                                             | Eastsideridaz                             |
| 2008                                                                           | „Hard Liquor” (feat. Kokane, uncredited)                                                             | The Game                                               | Compton King                              |
| 2008                                                                           | „Hate on Me” (feat. Kokane)                                                                          | Kurupt & Roscoe                                        | The Frank and Jess Story                  |
| 2008                                                                           | „Where Ya Gonna Go” (feat. Kokane)                                                                   | Kurupt & Roscoe                                        | The Frank and Jess Story                  |
| 2008                                                                           | „No Time To Waste” (feat. Kokane, Rob Quest and T-Mac)                                               | Kurupt & Roscoe                                        | The Frank and Jess Story                  |
| 2008                                                                           | „Paranoid” (Bloc Boyz feat. Kokane)                                                                  | Glasses Malone                                         | Monster's Ink                             |
| 2009                                                                           | „Life” (feat. Kokane)                                                                                | Above the Law                                          | Sex, Money & Music                        |
| 2009                                                                           | „Gutta” (feat. Kokane)                                                                               | Above the Law                                          | Sex, Money & Music                        |
| 2009                                                                           | „Wet Paint” (feat. Kokane)                                                                           | Tash                                                   | Control Freek                             |
| 2009                                                                           | „Shawty Wanna Thug” (feat. Kokane)                                                                   | Lil’ Flip                                              | Respect Me                                |
| 2009                                                                           | „Tha Liquor Store” (feat. Kokane)                                                                    | Tha Dogg Pound                                         | That Was Then, This Is Now                |
| 2009                                                                           | „Secrets” (feat. Kokane)                                                                             | Snoop Dogg                                             | Malice n Wonderland                       |
| 2010                                                                           | „Mr. Untouchable” (feat. Kokane)                                                                     | Nipsey Hussle                                          | The Marathon (mixtape)                    |
| 2011                                                                           | „What's Good” (feat. Kokane)                                                                         | WC                                                     | Revenge of the Barracuda                  |
| 2011                                                                           | „Take U Home” (feat. Kokane, Too Short & Daz Dillinger)                                              | Snoop Dogg                                             | Doggumentary                              |
| 2011                                                                           | „Letcha Nutz Hang” (feat. Kokane, Tony Yayo, Jayo Felony)                                            | 40 Glocc                                               | C.O.P.S (Criping On Public Streets)       |
| 2012                                                                           | „Shut Up Nancy” (feat. Kokane)                                                                       | Too Short                                              | No Trespassing                            |
| 2012                                                                           | „What You Smoking On” (feat. Kokane, Snoop Dogg & Tha Dogg Pound)                                    | E-40                                                   | The Block Brochure: Welcome to the Soil 3 |
| 2012                                                                           | „Killas Like Me” (feat. Kokane, Killa Tay & Lil Cyco)                                                | C-Bo                                                   | Orca                                      |
| 2013                                                                           | „Fux wit no bustaz” (feat. Kokane)                                                                   | Big Bossolo                                            | Everything Aint Always N Color            |
| 2013                                                                           | „Heart Don't Pump No Kool Aid” (feat. Kokane)                                                        | Big Bossolo                                            | The Birth Revival                         |
| 2015                                                                           | „Whoever God Is” (feat. Devapink, James Wade, Kurupt)                                                | EDIDON                                                 | The Hope Dealer, Pt. 1                    |
| 2016                                                                           | „Wild West” (feat. MC Eiht & Kokane)                                                                 | Y-Dresta                                               | Player 1                                  |
| 2016                                                                           | „INvocation” (feat. Kokane)                                                                          | Ab-Soul                                                | Do What Thou Wilt.                        |
| 2016                                                                           | „Wild West” Swishahouse Remix (feat. DJ Michael 5000 Watts, MC Eiht & Kokane)                        | Y-Dresta                                               | Player 1                                  |
| 2018                                                                           | „Ain't the Same” (feat. Kokane)                                                                      | Daz Dillinger                                          | Dazamataz                                 |
| 2018                                                                           | „Show Some Respect” (feat. Kokane & Yung Zeke)                                                       | Daz Dillinger                                          | Dazamataz                                 |
| 2018                                                                           | „N My Blood Cuzz” (feat. Godlie Loc, AD & Kokane)                                                    | Daz Dillinger                                          | Dazamataz                                 |
| 2018                                                                           | „Doggytails” (feat. Kokane)                                                                          | Snoop Dogg                                             | 220                                       |
| 2019                                                                           | HIT Rappers                                                                                          | Gorzki, Snoop Dogg, Kurtis Blow, PMD, Curtis Young ... | Gorzki and Friends                        |

## Filmografia
- The Wash: Hiphopowa myjnia (2001)
- Old School: Niezaliczona (2003)